# Carex taldycola
Carex taldycola är en halvgräsart som beskrevs av Karl Friedrich Meinshausen. Carex taldycola ingår i släktet starrar, och familjen halvgräs. Inga underarter finns listade i Catalogue of Life.